# Megacyllene spinifera
Megacyllene spinifera là một loài bọ cánh cứng trong họ Cerambycidae.